# سكوت كليمنتس
سكوت كليمنتس (بالإنجليزية: Scott Clements)‏ هو لاعب بوكر أمريكي، ولد في 19 يوليو 1981 في مونت فيرنون في الولايات المتحدة.